# Draft 7.30
| Recensione      | Giudizio |
| --------------- | -------- |
| AllMusic        |          |
| Pitchfork       | 6.2/10   |
| Ondarock        | 6/10     |
| Ondarock        |          |
| Stylus Magazine | B        |

Draft 7.30 è il settimo album da studio del gruppo inglese di musica elettronica Autechre, pubblicato nel 2003 con l'etichetta discografica Warp Records.

## La copertina
La copertina è stata realizzata dagli stessi Booth e Brown.

## Tracce
1. Xylin Room – 6:09
2. IV VV IV VV VIII – 4:50
3. 6IE.CR – 5:38
4. Tapr – 3:14
5. Surripere – 11:23
6. Theme of Sudden Roundabout – 4:51
7. VL AL 5 – 4:56
8. P.:NTIL – 7:07
9. V-Proc – 6:00
10. Reniform Puls – 8:38

Durata totale: 62:46